# Sophia von Sachsen-Weißenfels (1684–1752)

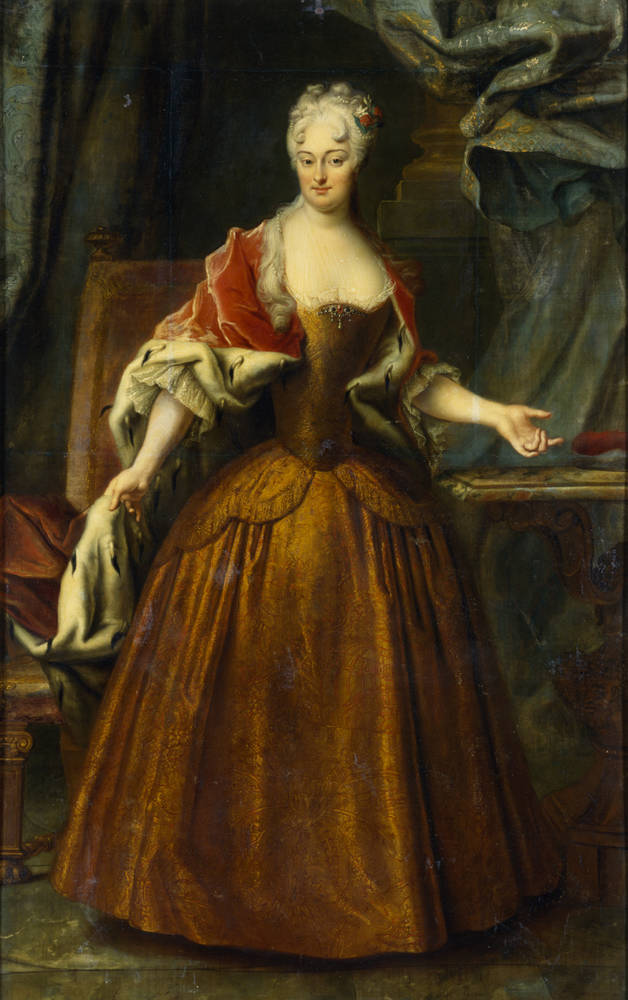
Sophia von Sachsen-Weißenfels, Ölgemälde (um 1720) von Andreas Möller

Sophia von Sachsen-Weißenfels (* 2. August 1684 in Weißenfels; † 6. Mai 1752 in Roßwald bei Hotzenplotz) war eine geborene Prinzessin von Sachsen-Weißenfels aus dem Hause der albertinischen Wettiner und durch zwei Ehen von 16. Oktober 1699 bis 18. Dezember 1726 Markgräfin von Brandenburg-Bayreuth sowie von 14. Juli 1734  bis 6. Mai 1752 Reichsgräfin von Hoditz und Wolframitz.

## Leben
Sophia war eine Tochter des Herzogs Johann Adolf I. von Sachsen-Weißenfels (1649–1697) aus dessen Ehe mit Johanna Magdalena (1656–1686), Tochter des  Herzogs Friedrich Wilhelm II. von Sachsen-Altenburg.
Sie heiratete am 16. Oktober 1699 in Leipzig Markgraf Georg Wilhelm von Brandenburg-Bayreuth (1678–1726), den sie beim Besuch der Leipziger Messe im selben Jahr kennengelernt hatte. Die damit verbundene Gründung einer eigenen Hofhaltung nahm Georg Wilhelm zum Anlass, das Markgräfliche Schloss Erlangen erbauen zu lassen.
Sophia hatte erheblichen Einfluss auf das kulturelle Leben in Bayreuth, welches als Blüte des deutschen Singspiels bezeichnet wurde. Die Vorliebe für deutsche Opern brachte Sophia aus Weißenfels mit, der einzigen Residenz, in der Werke ausschließlich in deutscher Sprache gegeben wurden. Die Markgräfin entfaltete eine üppige Hofhaltung mit zahlreichen Lustbarkeiten, was die Schuldenlast des Landes vermehrte. Im Jahr 1705 wurde in Sankt Georgen der Grundstein für eine Kirche gelegt, die zu Ehren der Markgräfin Sophienkirche benannt wurde.
Der oberflächliche Charakter der Markgräfin gestaltete die Ehe mit Georg Wilhelm unglücklich. Ihre Tändelei mit einem schwedischen Baron erzürnte den Markgrafen so sehr, dass er den Baron mit einem Stock von der Tafel wegprügelte und seine Gemahlin auf die Plassenburg bringen ließ.
Nach dem Tod ihres Gemahls bezog sie mit Erlaubnis des neuen Markgrafen Georg Friedrich Karl ihren Witwensitz im Schloss zu Erlangen, wo sie 8 Jahre lebte. Ursprünglich war ihr von Karl August von Brandenburg-Kulmbach Neustadt an der Aisch als Witwensitz zugewiesen worden.
Der „Mundkoch“ der verwitweten Markgräfin war Johann Albrecht Grunauer, der Gastwirt vom „schwarzen Adler in Christian-erlang“ und Verfasser eines verbreiteten, 1733 in Nürnberg gedruckten und verlegten Kochbuches.
Kurz vor ihrem 50. Geburtstag heiratete Sophia am 14. Juli 1734 den 28-jährigen Reichsgrafen Albert Joseph von Hoditz und Wolframitz (1706–1778). Sie konvertierte zum Katholizismus und erhielt vom kaiserlichen Hof in Wien eine jährliche Pension.
Nach ihrem Tod wurde Sophia 1752 eingeäschert. Die Bestattung der Gräfin galt als erste Feuerbestattung im deutschsprachigen Raum seit den Bestattungen in den nicht christianisierten Teilen des Deutschen Reiches im 13. Jahrhundert.

## Nachkommen
Aus ihrer ersten Ehe mit Georg Wilhelm hatte Sophia folgende Kinder:
- Christiane Sophie Wilhelmine (1701–1749)
- Christian Wilhelm (*/† 1706)
- Eberhardine Elisabeth (1706–1709)
- Christian Friedrich Wilhelm (*/† 1709)
- Franz Adolf Wilhelm (*/† 1709)